# Villarroañe
Villarroañe es una localidad española perteneciente al municipio de Villaturiel, en la provincia de León, comunidad autónoma de Castilla y León.

## Geografía

### Ubicación
| Noroeste: Villadesoto       | Norte: Roderos   | Noreste: Roderos                    |
| Oeste: Vega de Infanzones   |                  | Este: Villacelama                   |
| Suroeste Vega de Infanzones | Sur: Palanquinos | Sureste: Villanueva de las Manzanas |

## Demografía
Evolución de la población
| Gráfica de evolución demográfica de Villarroañe entre 2000 y 2014  |
|                                                                    |
| Población de derecho (2000-2014) según el padrón municipal del INE |